# Kim Chae-yeon
Kim Chae-yeon (nascida em 12 de setembro de 1977) é uma atriz sul-coreana. Kim foi escalada para o papel principal em RNA (2000), Reservation for Love (2002) and Hello! Balbari (2003).